# Škroupův dům
Škroupův dům v Osicích se nalézá v obci Osice v okrese Hradec Králové u křižovatky, na níž se stýkají silnice od Syrovátky, Lhoty pod Libčany a Starých Ždánic.

## Historie
Škroupův dům v Osicích byl postaven na počest zdejšího slavného rodáka - skladatele české národní hymny Františka Škroupa v roce 1928 z veřejné sbírky občanů jako památník a kulturní i společenské zařízení s divadelním sálem a tělocvičnou Sokola u příležitosti 10. výroční vzniku samostatného Československa. Pozemek pro stavbu poskytla obec Osice.
Budova od roku 1966 chátrá, opravena byla pouze střecha, která se propadla v roce 1988. Stavbu v roce 2018 převzal Královéhradecký kraj.

## Galerie

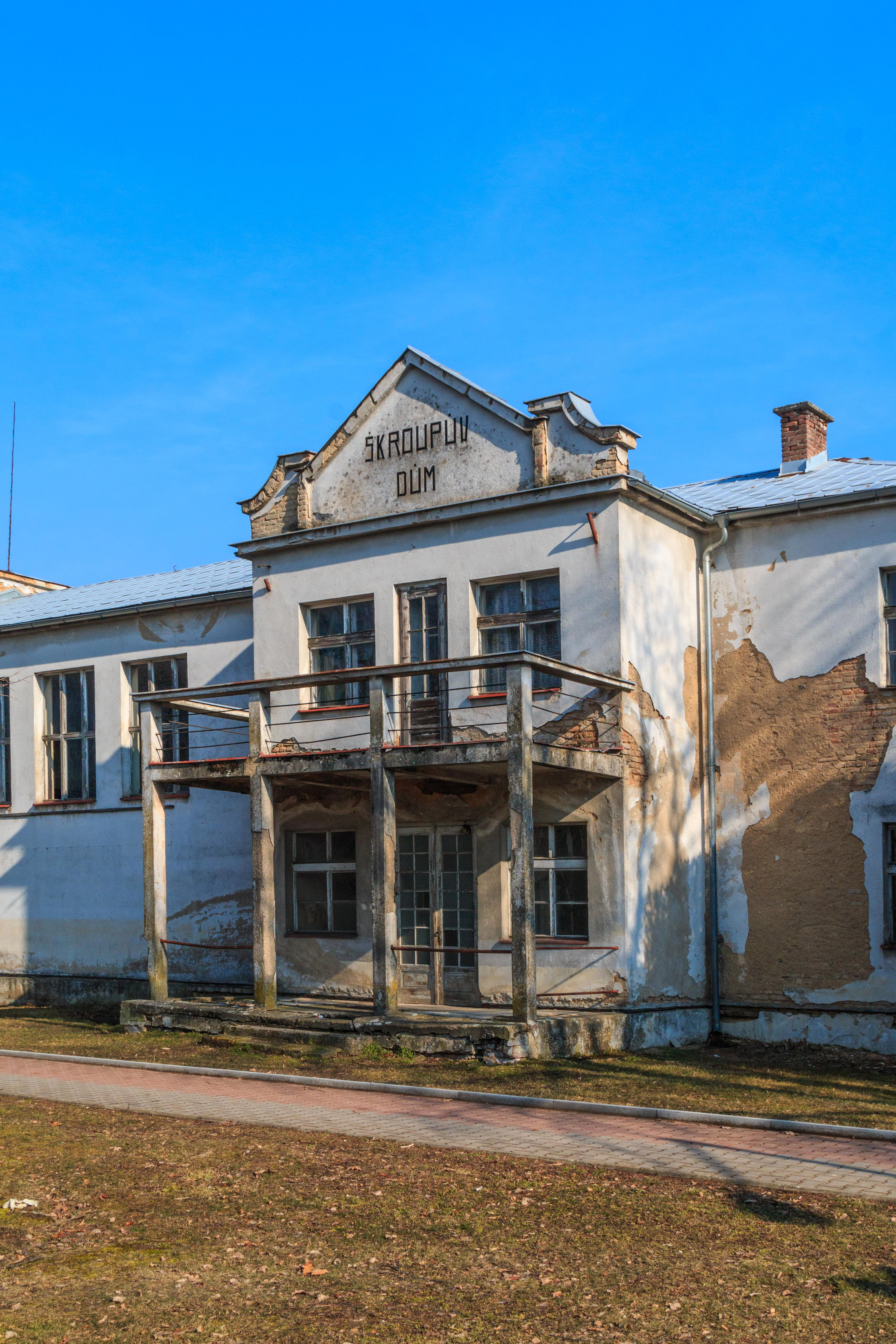
Pohled na Škroupův dům v Osicích
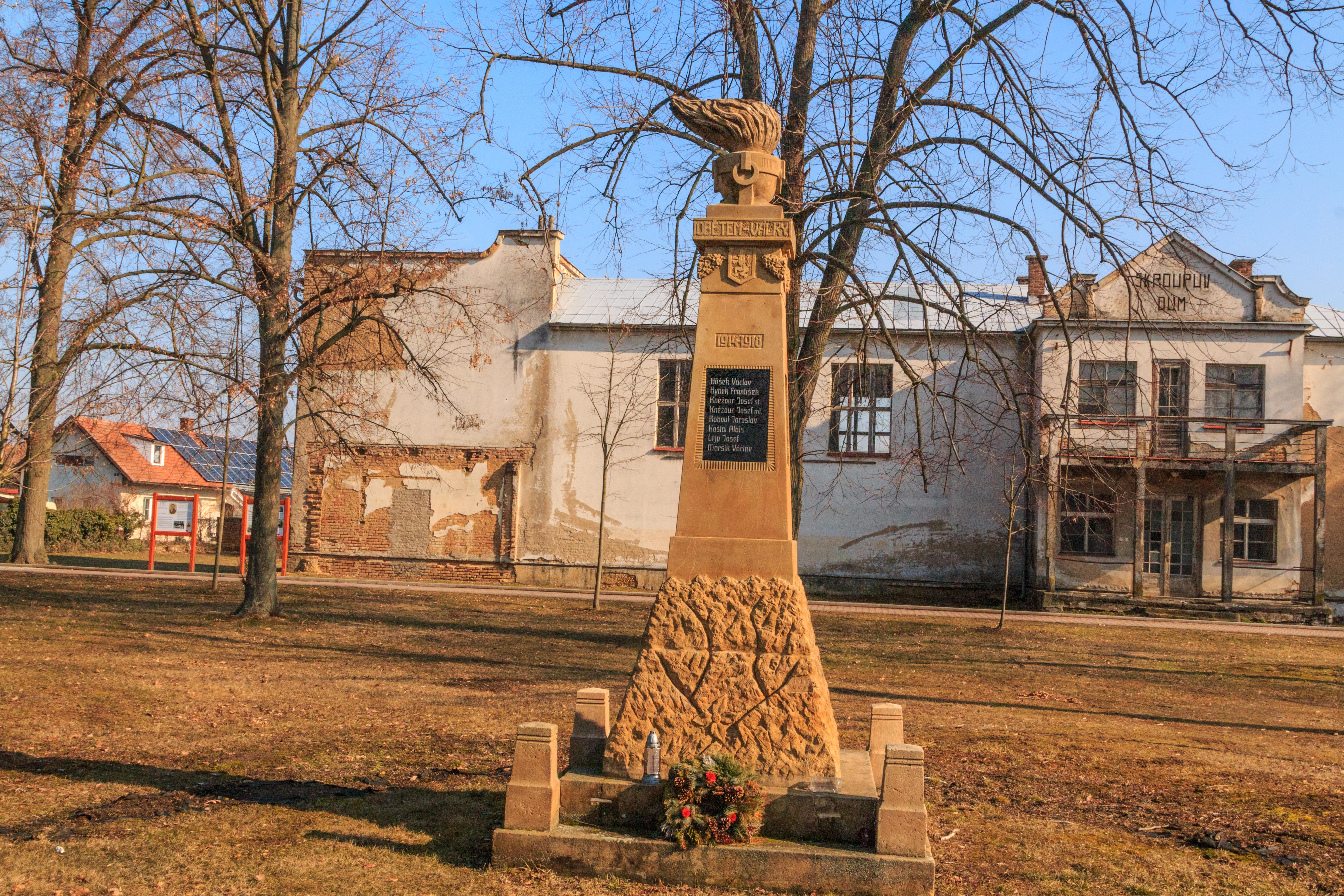
Pohled na Škroupův dům v Osicích